# Tropiska stormen Cristobal
Den tropiska stormen Cristobal var den andra tropiska stormen och den tredje namngivna stormen i den Atlantiska orkansäsongen 2008.
Cristobals skador var mest begränsat till det regn den producerade. Stormen släppte ner 87 mm regn över staden Wilmington, North Carolina, där små översvämningar rapporterades. De extratropiska resterna av Cristobal bidrog med regn över Nova Scotia, vilket orsakade små översvämningar.

## Stormhistoria

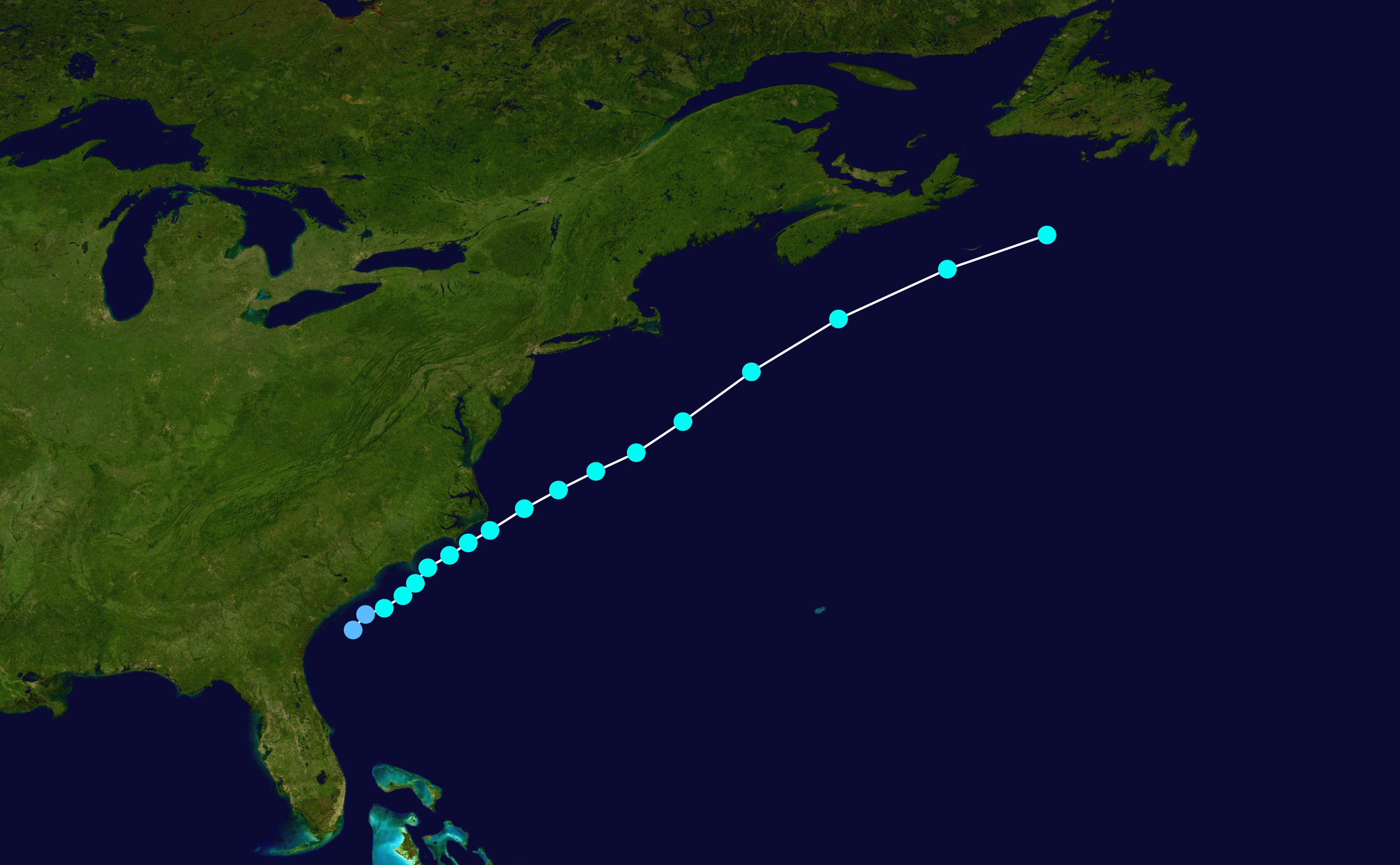
Cristobals bana

Den 19 juli bildades den tropiska depression Tre ur ett lågtryck utanför delstaten Georgias kust. Under de första timmarna var depressionen ganska svag och oorganiserad . Men den blev allt mer organiserad och blev en tropisk storm senare under dagen. 
Cristobal fortsatte att röra sig parallellt längs med USA:s östkust, men drog aldrig in över land. Den blev allt starkare eftersom den befann sig i den varma Golfströmmen. När Cristobal närmade sig kallare vatten den 22 juli försvagades den och satellitbilder från senare under dagen visade att Cristobal höll på att lösas upp. Cristobal blev slutligen extratropisk den 23 juli.